# 建寧路街道
建寧路街道（けんねいろがいどう）は、南京市鼓楼区の街道。現行行政地名は建寧路街道四平路社区、建寧路街道新民路社区などの社区8個がある。

## 行政区画
8社区を管轄する。
| 番号 | 社区名       | 番号 | 社区名       |
| ---- | ------------ | ---- | ------------ |
| 01   | 新民路社区   | 05   | 浜江花園社区 |
| 02   | 安楽村社区   | 06   | 四平路社区   |
| 03   | 城河村社区   | 07   | 金川花苑社区 |
| 04   | 工農新村社区 | 08   | 五所村社区   |

## 施設
・介護施設：
・図書館：

### 交通
・地下鉄の駅：

### 教育
・大学：
・中学：
・小学：

### 医療
・病院：

### 娯楽
・体育館：